# Orbais-i Gottschalk
Gottschalk von Orbais (latinul: Godescalcus, németül: Gottschalk von Orbais), (803 körül – 869. október 30.) középkori szász teológus, latin nyelven alkotó egyházi író.

## Élete
803 körül született szász grófi családban, édesapját Bernnek hívták. Szülei 10 éves korában felajánlották a fuldai kolostornak, azaz Gottschalk puer oblatusként ('felajánlott gyermek') került a kolostorba. Itt és Reicheneauban szerezte műveltségét. Barátságot kötött Walahfrid Strabóval, aki a Fulgentius nevet adta Gottschalknak.
Gottschalk nem érezte jól magát a szigorú szerzetesi közösségben, és el is érte, hogy a 829-es mainzi zsinat felmentette a szülei által rákényszerített életforma alól. Kolostora otthagyása után érdekes módon Gottschalk mégiscsak szerzetesként élt tovább Corbie, majd Reims, végül Orbais városában. Egyesek szerint önként vállalta továbbra is a szerzetesi életet, mások szerint fuldai apátja, Hrabanus Maurus érvényesíttette korábbi fogadalmát.
Orbais-ben az egyházatyák munkásságát tanította hallgatóinak, azonban Szent Ágoston kegyelemtanának határozott megvédése nem kedvezett a korabeli egyházi felfogásnakː Gottschalk Ágoston nyomán azt tanította, hogy Isten egyeseket örök üdvösségre, másokat örök kárhozatra rendelt (ún. kettős predesztináció). Ezt azzal tetézte, hogy egyházmegyéjének püspöke tudta nélkül egy másik püspökkel, Rigbolttal pappá szenteltette magát. A támadások miatt néhány tanítványával – eltekintve a szerzetesi fegyelem szabályától – elhagyta ezt a kolostort is, és Rómába zarándokolt. Eberhard friauli gróf vendégszeretetét élvezve két éven át Észak-Itália városaiban hirdette a kettős predesztináció tanát. Hrabanus Maurus azonban egy idő után elérte Eberhardnál, hogy kiutasítsa grófsága területéről, ezért Gottschalk Itáliát elhagyva a Balkán-félszigetre utazott, és egészen Bulgáriáig eljutott. Később visszatért a német területre, Fuldába meglátogatni Walahfrid Strabot, de azt nem találta ott.
847-ben a mainzi zsinat, 849-ben a quierzy-i zsinat elítélteː előbbi esetben megkorbácsolták, utóbbiban a Hautvillers-i apátságba zárták. Itt hunyt el nézeteihez mindhaláláig ragaszkodva 869-ben.

## Művei
Prózai műveit korábban csak idézetekből, illetve a Confessio breviorból ('Röviebb hitvallás') és a Gotteschalci confessio prolixiorból ('Gottschalk hosszabb hitvallása') ismerték. Egyéb eredeti művei az 1930-as években kerültek előː
- De praedestinatione ('Az eleve elrendelésről')
- De trinitate ('A Szenháromságról')
- Quaestiones grammaticales ('Grammatikai kérdések')

Ismeretes emellett 12 hosszabb költeménye is.